# Vouvray-sur-Huisne
Vouvray-sur-Huisne är en kommun i departementet Sarthe i regionen Pays de la Loire i nordvästra Frankrike. Kommunen ligger i kantonen Tuffé som tillhör arrondissementet Mamers. År 2022 hade Vouvray-sur-Huisne 131 invånare.

## Befolkningsutveckling
Antalet invånare i kommunen Vouvray-sur-Huisne
| Referens: INSEE |